# Лаура Гемсер
Лаурета Марција Гемсер, познатија као Лаура Гемсер (рођена 5. октобра 1950. године у Сурабаји, острво Јава), индонезијска је глумица и фотомодел. Дуго је живела у Холандији па је често називају и холандском глумицом. Тренутно живи у Италији.

## Каријера
Још као мала бавила се манекенством, а убрзо је снимила први филм Слободна љубав из 1974. године. Након тога је имала епизодну улогу у једном еротском филму, да би добила улогу у филму Црна Емануела. Током снимања упознала се са италијанским глумцем Габријелом Тинтијем, са којим ће касније бити у браку. Заједно су снимили велики број филмова и то из истог серијала. Након његове смрти 1992. године, и она престаје са снимањем филмова.

## Познати филмови
Снимила је велики број фимова, углавном са еротским садржајем. Најпознатији су:
| Улоге Лауре Гемсер |                              |               |       |          |
| Година             | Српски назив                 | Изворни назив | Улога | Напомена |
| 1974.              | Слободна љубав               |               |       |          |
| 1975.              | Црна Емануела                |               |       |          |
| 1975.              | Емануела 2                   |               |       |          |
| 1976.              | Црна Емануела у Банкоку      |               |       |          |
| 1977.              | Емануела у Америци           |               |       |          |
| 1977.              | Емануела и последњи канибали |               |       |          |
| 1982.              | Хорор Сафари                 |               |       |          |
| 1988.              | Топ модел                    |               |       |          |
| 1990.              | Метаморфозис                 |               |       |          |